# Тејтум (Тексас)
Тејтум (енгл. Tatum) град је у америчкој савезној држави Тексас. По попису становништва из 2010. у њему је живело 1.385 становника.

## Демографија
Према попису становништва из 2010. у граду је живело 1.385 становника, што је 210 (17,9%) становника више него 2000. године.
| Група             | 2000.       | 2010.       |
| Белци             | 756 (64,3%) | 817 (59,0%) |
| Афроамериканци    | 193 (16,4%) | 216 (15,6%) |
| Азијати           | 0 (0,0%)    | 9 (0,6%)    |
| Хиспаноамериканци | 207 (17,6%) | 326 (23,5%) |
| Укупно            | 1.175       | 1.385       |